# Time’s Arrow
Time’s Arrow – siódmy album studyjny brytyjskiego zespołu muzyki elektronicznej Ladytron. Został wydany 20 stycznia 2023 roku nakładem wytwórni Cooking Vinyl oraz własnym nakładem (Ladytron Music) na płycie kompaktowej, płycie długogrającej, kasecie magnetofonowej i w wersji elektronicznej. Pochodzą z niego trzy single: „City of Angels”, „Misery Remember Me” i „Faces”.

## Produkcja
Zespół Ladytron rozpoczął nagrywanie swojego siódmego albumu studyjnego w marcu 2020 roku, lecz sesje przerwano po trzech dniach z powodu pandemii COVID-19. Nagrania trwały do grudnia 2021 roku w kilku studiach: Castle of Doom Studios i Pipistrelle w Glasgow, Post Electric Studio w Edynburgu, Total Refreshment Centre w Londynie i Whitewood Studios w Liverpoolu.
Album stał się ostatnim, który został nagrany ze współzałożycielem zespołu Reubenem Wu, który następnie odszedł z Ladytron.

## Single
Z płyty Time’s Arrow pochodzą trzy single. Pierwszy z nich, „City of Angels”, ukazał się 14 października 2022 roku. Towarzyszył mu teledysk wyreżyserowany przez Manuela Nogueirę, który ukazał się 26 października tego samego roku. Drugim singlem był „Misery Remember Me”, mający swoją premierę wraz z teledyskiem 11 listopada 2022 roku. Trzeci singel, „Faces”, ukazał się 7 grudnia 2022 roku, a towarzyszył mu teledysk, który miał premierę 17 stycznia 2023 roku.

## Krytyczny odbiór
Serwis recenzji muzycznych Pitchfork przyznał albumowi Time’s Arrow ocenę 6,9 i opisał go jako „uchwycenie upływu czasu w musujących syntezatorach i impresjonistycznych tekstach”. Metacritic, który korzysta ze średniej ważonej, przyznał albumowi ocenę 78 na 100 na podstawie 12 recenzji krytyków, co wskazuje na „ogólnie pozytywne recenzje” (stan na sierpień 2025 roku). Thomas Frenken z Electro Zombies przyznał albumowi 3,4 na 5 gwiazdek w recenzji z 25 stycznia 2023 roku.
Zdaniem Andrzeja Korasiewicza że brak jest na płycie „kompozycji, które wyraźnie się wyróżniają”, natomiast „poszczególne utwory utrzymane są na równym poziomie, co buduje dobry klimat płyty i powoduje, że jako całość album jest zwyczajnie dobry”.
Simon Heavisides na łamach The Line of Best Fit napisał, że zespół stworzył „prawdopodobnie swój najbardziej spójny album”.

## Lista utworów
| Nr  | Tytuł utworu         | Tekst                         | Długość |
| --- | -------------------- | ----------------------------- | ------- |
| 1.  | „City of Angels”     | Daniel Hunt                   | 4:40    |
| 2.  | „Faces”              | Hunt, Helen Marnie            | 4:42    |
| 3.  | „Misery Remember Me” | Marnie, Jonathan Daniel Scott | 4:16    |
| 4.  | „Flight from Angkor” | Mira Aroyo, Vice Cooler       | 4:09    |
| 5.  | „We Never Went Away” | Hunt                          | 3:59    |
| 6.  | „The Night”          | Hunt, Marnie, Scott           | 4:19    |
| 7.  | „The Dreamers”       | Hunt, Marnie, Scott           | 3:42    |
| 8.  | „Sargasso Sea”       | Hunt, Marnie                  | 3:32    |
| 9.  | „California”         | Marnie, Scott                 | 4:10    |
| 10. | „Time’s Arrow”       | Aroyo, Cooler                 | 4:01    |
|     |                      |                               | 41:30   |

Źródła:

## Skład

### Muzycy
- Mira Aroyo
- Daniel Hunt
- Helen Marnie
- Reuben Wu

Źródło:

### Dodatkowi muzycy
- Dino Gollnick – gitara (utwór 4)
- Ivan Hell – gitara (utwór 8)
- Koichi Yamanoha – gitara (utwór 10)
- Peter Kelly – perkusja (utwory: 1, 5 i 6)

Źródło:

### Produkcja i oprawa graficzna
- Ladytron – produkcja
- Daniel Hunt – produkcja (utwory: 1-3 i 5-9)
- Helen Marnie – produkcja (utwory: 3, 6, 7 i 9)
- Mira Aroyo – współprodukcja (utwory: 4 i 10)
- Vice Cooler(inne języki) – współprodukcja (utwory: 4 i 10)
- Jonny Scott – współprodukcja (utwory: 3, 6, 7 i 9)
- Graeme Lynch – mastering
- Daniel Woodward – miksowanie (utwory: 1-3 i 5-9)
- Aiden Duncan – miksowanie (utwory: 4 i 10)
- Dave Pensado(inne języki) – miksowanie (utwory: 4, 10)
- Daniel Hunt, Peter Kelly – grafika
- Anders Ladegaard – układ

Źródło:

## Pozycje na listach przebojów
| Organizacja             | Lista                 | Najwyższa pozycja | Źr.    |
| ----------------------- | --------------------- | ----------------- | ------ |
| Official Charts Company | Scottish Albums       | 6                 | [ 21 ] |
| Official Charts Company | UK Albums             | 67                | [ 22 ] |
| Official Charts Company | UK Independent Albums | 4                 | [ 23 ] |

## Time’s Arrow Remixed
25 października 2024 roku premierę miał album kompilacyjny Time’s Arrow Remixed, który zawierał piętnaście zremiksowanych utworów z albumu Time’s Arrow autorstwa m.in. Jamiego Myersona, Vectora Loversa czy zespołów Shiny Toy Guns i Stealing Sheep.
| Nr  | Tytuł utworu                                                  | Remiks            | Długość |
| --- | ------------------------------------------------------------- | ----------------- | ------- |
| 1.  | „City Of Angels (Blakkat's Made In Los Angeles Mix)”          | Blakkat           | 4:09    |
| 2.  | „Faces (Georgi Remix)”                                        | Georgi            | 4:54    |
| 3.  | „Misery Remember Me (Shiny Toy Guns Remix)”                   | Shiny Toy Guns    | 4:31    |
| 4.  | „Flight From Angkor (Jamie Myerson Remix)”                    | Jamie Myerson     | 5:18    |
| 5.  | „We Never Went Away (Quinquis Remix)”                         | Quinquis          | 3:15    |
| 6.  | „The Night (Pato Watson Remix)”                               | Pato Watson       | 5:59    |
| 7.  | „The Dreamers (Lee K’s Sunrise Dub)”                          | Lee K             | 5:27    |
| 8.  | „Sargasso Sea (Maude Vôs' Submerged Remix)”                   | Maude Vôs         | 4:42    |
| 9.  | „California (Blakkat Remix)”                                  | Blakkat           | 4:33    |
| 10. | „Time’s Arrow (Vector Lovers Remix)”                          | Vector Lovers     | 4:25    |
| 11. | „Faces (Lucas Frota Remix)”                                   | Lucas Frota       | 3:01    |
| 12. | „Flight From Angkor (Spatial Awareness Remix)”                | Spatial Awareness | 3:01    |
| 13. | „We Never Went Away (DJ Slow NYC1980 Remix)”                  | DJ Slow           | 4:13    |
| 14. | „The Night (Stealing Sheep Remix)”                            | Stealing Sheep    | 5:06    |
| 15. | „City Of Angels (Blakkat's City Of Lost Angeles Ambient Mix)” | Blakkat           | 7:01    |
|     |                                                               |                   | 1:09:35 |

Źródło: